# Hernán Aguirre Calpa
Hernán Ricardo Aguirre Calpa (Guachucal, Nariño, 13 de desembre de 1995) és un ciclista colombià, professional des del 2014. Actualment corre a l'equip Interpro Cycling Academy.

## Palmarès
- 2016
  - Vencedor d'una etapa a la Volta a Colòmbia sub-23
- 2018
  - 1r a la Volta al llac Qinghai i vencedor de 2 etapes
- 2019
  - Vencedor d'una etapa a la Volta al llac Qinghai

### Resultats a la Volta a Espanya
- 2017. 37è de la classificació general